# Creag an Leth-choin
Creag an Leth-choin, también conocido como Lurcher's Crag, es un pico montañoso situado dentro del Parque nacional de los Cairngorms, en las Tierras Altas de Escocia, Escocia, Reino Unido. Tiene una altitud de 1053 metros (3454,7 pies), y se eleva sobre el lado occidental del macizo de los Cairngorms, ofreciendo vistas impresionantes hacia el valle de Lairig Ghru y el río Spey.

## Toponimia
El nombre *Creag an Leth-choin* proviene del gaélico escocés y puede traducirse como «Roca del medio perro» o «Roca del lebrel», en referencia al término *leth-choin*, relacionado con razas caninas utilizadas tradicionalmente para la caza en las tierras altas. Su nombre alternativo en inglés, Lurcher's Crag, hace alusión directa a los lurchers, una raza de perros cruzados empleada en la caza furtiva en Escocia durante los siglos XVIII y XIX.

## Geografía y entorno
El monte se encuentra al suroeste del centro de esquí de Cairn Gorm y es accesible mediante rutas de senderismo que parten desde el área de Coire Cas. Aunque no es una de las cumbres más prominentes de la región, Creag an Leth-choin es muy apreciada por excursionistas y alpinistas por su terreno escarpado, su relativa accesibilidad y las panorámicas que ofrece del macizo de Ben Macdui y los lagos glaciares circundantes.
Durante el invierno, su cara norte atrae a escaladores experimentados debido a sus rutas técnicas de hielo y nieve, mientras que en verano forma parte de rutas de travesía más largas que conectan varios Munros y corbetts del parque.

## Importancia espiritual
La Sociedad Aetherius considera a Creag an Leth-choin como una de sus 19 «Montañas sagradas». Según sus creencias, estas montañas han sido «cargadas de energía espiritual» por «Maestros Cósmicos», y deben servir como lugares de peregrinación y meditación.